# Иван Сосков
Иван Николаев Сосков е български математик, работил в сферата на математическата логика, теорията на изчислимостта и теоретичната информатика, професор във Факултета по математика и информатика на Софийския университет.
Сосков завършва математика в Софийския университет през 1979. От 1980 до 1983 е докторант в същия университет при проф. Димитър Скордев. През 1991 става доцент, а през 2004 – професор.
Проф. Сосков работи като декан на Факултета по математика и информатика и членува в Академичния съвет на Софийския университет от 2007 до смъртта си през 2013.